# 과학기술 창작문예
과학기술 창작문예는 2004년부터 2006년까지 동아일보사와 한국과학문화재단이 주관한 대한민국의 과학기술문예 공모전이다.

## 개요
주관 및 후원 문제로 모호한 이름이 붙었으나 제1회 공모전부터 박상준, 고장원, 복거일 등 국내 SF 작가 및 평론가가 예심과 본심 심사위원으로 활동하여 양질의 SF 단편 및 중편 작품들을 선정한, 국내에서 보기 드문 SF 문학상이었다.

## 중단편 수상작

### 2004년 제1회
- 단편 : 박성환, <레디메이드 보살>
- 중편 : 김보영, <촉각의 경험>

### 2005년 제2회
- 단편 : 배명훈, <스마트D>
- 중편 : 김창규, <별상>

### 2006년 제3회
- 단편 : 장호진, <은하수를 건너가는 이삿집을 위한 그림 이야기>
- 중편 : 배지훈, <유니크>